# Focus (biurowiec)
Focus – biurowiec w warszawskiej dzielnicy Śródmieście, znajdujący się przy al. Armii Ludowej 26.

## Opis
Prostopadłościenny budynek zaprojektowany w pracowni Stefana Kuryłowicza powstał w 2001 roku. Każda ściana odróżnia się architektonicznie. Także wnętrze budynku tworzy cztery niezależne, samowystarczalne części z własnymi windami. Wspólne są 3 podziemne kondygnacje z parkingami
We frontowej ścianie na 6. piętrze znajduje się czteropiętrowy ogród zimowy z widokiem na Pole Mokotowskie. Frontowa ściana przykryta jest dwuwarstwową ścianą kurtynową, która zapewnia izolację termiczną i dźwiękową. 
Wewnątrz budynku znajduje się atrium, którego niesymetryczna kompozycja kontrastuje z frontem budynku. Atrium przykryte jest szklanym dachem i połączone z ogrodem zimowym.
W 2016 na dachu biurowca ustawiono pasiekę.
W budynku mieszczą się m.in. Ambasada Królestwa Norwegii, Ambasada Islandii i centrala Deutsche Bank Polska.